# SN 1998A
SN 1998A – supernowa typu II-pec odkryta 6 stycznia 1998 roku w galaktyce IC2627. W momencie odkrycia miała maksymalną jasność 17,00m.